# أنابل كوندي
أنابل كوندي (بالإسبانية: Anabel Conde)‏ هي مغنية إسبانية، ولدت في 16 يونيو 1975 في فوينخيرولا في إسبانيا.

## وصلات خارجية
- الموقع الرسمي
- أنابل كوندي على موقع IMDb (الإنجليزية)